# Julia Iwersen
Julia Iwersen (* 1965) ist eine deutsche Religionswissenschaftlerin.

## Leben
Iwersen belegte ein Studium der Geschichte, Religionswissenschaft und Philosophie. Die Promotion erfolgte mit einer Arbeit über historisch-soziologische Hintergründe der antiken Gnosis an der Philipps-Universität Marburg. Danach war sie Lehrbeauftragte an der Universität Bremen und der Universität Hamburg. Sie hatte Forschungsaufenthalte an der University of St Andrews (Schottland) und der Yale University (USA). Wissenschaftliche Arbeiten erfolgten in den Bereichen Gnosis, Esoterik und New Age. Iwersen lebt in Hamburg.

## Werke
- Gnosis und Geschichte. Kovač, Hamburg 1994, ISBN 3-86064-235-9 (Veröffentlichung der Dissertation Universität Hamburg 1991, ursprünglicher Titel: Das Ende der Diokletianischen Christenverfolgung)
- Lexikon der Esoterik. Artemis & Winkler, Düsseldorf 2001, ISBN 3-538-07119-5
- Gnosis – Eine Einführung. Junius, Hamburg 2001, ISBN 3-88506-340-9, Panorama, Wiesbaden 2005, ISBN 9783926642554
- Die Frau im Alten Griechenland. Religion, Kultur, Gesellschaft. Artemis und Winkler, Düsseldorf, Zürich 2002, ISBN 978-3-538-07131-5
- Wege der Esoterik – Ideen und Ziele. Herder, Freiburg 2003 ISBN 3-451-04940-6